# Tournoi Millionaire Chess

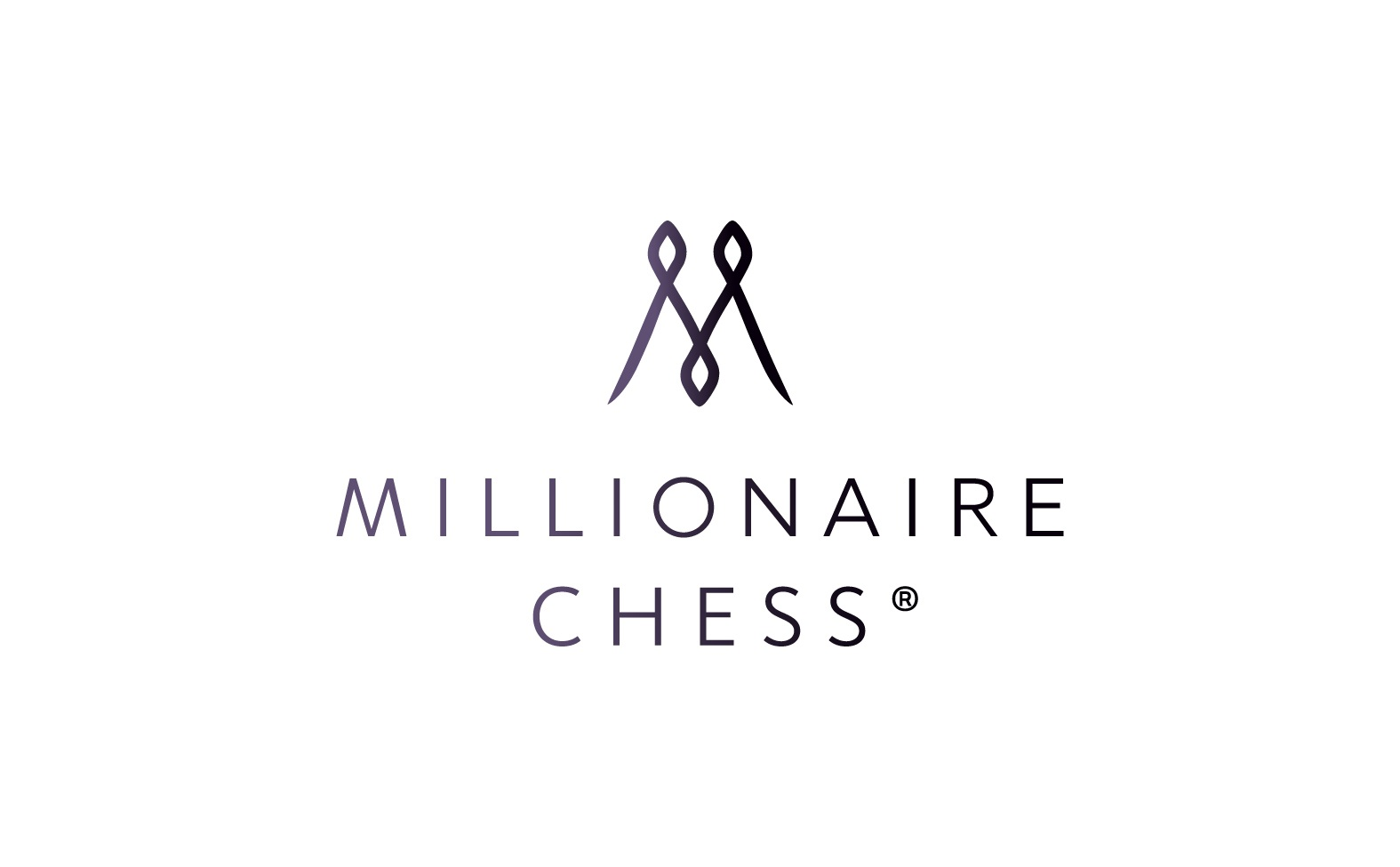
Logo du Millionnaire Chess

Le tournoi Millionaire Chess (Millionaire Chess Open) est une compétition d'échecs organisée depuis 2014 en octobre aux États-Unis par la société Millionaire Chess qui garantit un ensemble de prix de un million de dollars américains.

## Organisation
La compétition comprend plusieurs sections : « open », moins de 2 200 Elo, moins de 2 000 Elo, moins de  1 800 Elo et moins de 1 600 Elo.
Elle se déroule sur cinq jours (du jeudi au lundi) en deux phases.
Les joueurs de chaque section disputent un système suisse avec deux parties par jour. Après quatre jours (du jeudi au dimanche) et sept rondes (avec d'éventuels départages), les quatre premiers de chaque section disputent le lundi deux mini-matchs à cadence rapide de  départage (demi-finale, finale et match pour la troisième place), tandis que les autres joueurs de la section « open » disputent deux rondes supplémentaires le même lundi appelé le Millionaire Monday.
En 2017, il est annoncé qu'en raison de l'absence de sponsor, le tournoi Millionaire Chess n'aura pas lieu en 2017.

## Palmarès de la section «open»
| Année Édition | Année Édition | Lieu          | Vainqueur       | Fédération  | Deuxième      | Troisième     | Quatrième           |
| ------------- | ------------- | ------------- | --------------- | ----------- | ------------- | ------------- | ------------------- |
| 1             | 2014          | Las Vegas     | Wesley So       | Philippines | Ray Robson    | Yu Yangyi     | Zhou Jianchao       |
| 2             | 2015          | Las Vegas     | Hikaru Nakamura | États-Unis  | Lê Quang Liêm | Yu Yangyi     | Aleksandr Lenderman |
| 3             | 2016          | Atlantic City | Dariusz Swiercz | Pologne     | Gawain Jones  | Zhou Jianchao | Emilio Cordova      |